# Gadenstedt
Gadenstedt ist ein Ortsteil der Gemeinde Ilsede im Landkreis Peine (Niedersachsen).

## Geschichte

### Frühgeschichte bis Mittelalter
Keramikfunde deuten schon auf eine Besiedlung des Dorfes Gadenstedt in vorrömischer Eisenzeit (700 v. Chr.) hin.
Urkundlich erwähnt wurde Gadenstedt erstmals im Jahr 822. Bei dem Dokument handelt es sich um eine Schenkungsurkunde, mittels derer das Junkersdorf „Gudianstede“ vom Edelhofbesitzer Osdac dem Kloster Corvey übereignet wird.
Das Dorf ist der Stammsitz der Familie von Gadenstedt, eines Adelsgeschlechts aus dem 12. Jahrhundert, durch diese frühe Nennung dem Stand des Uradels angehörend. Der Name leitet sich aus dem althochdeutschen von Goddenstede (= von guter Stätte) ab. Das Rittergut lässt sich ab dem Jahr 1126 nachweisen. Die Besonderheit der Namensgleichheit zwischen Grundbesitzer und Ortsbezeichnung findet sich sonst nur noch einigemale im nordostdeutschen Raum wieder. Erster Gadenstedt war nach historischen Überlieferungen der fundierten Adelsforschung im Jahre 1219 Hermann, ihm folgen Johann und Ritter Bertold von Gadenstedt. Dessen Sohn Dietrich ist Burgmann und herzoglicher Vogt. Er war vermählt mit einer Tochter von Selde (1300). Ab hier geht eine durchführende Genealogie über die nächsten vielen Generationen. Anfang des 16. Jahrhunderts gelten die Gadenstedt als Erbgessene, Junker Dietrich ist sogar gräflich Stolbergischer Hauptmann zu Wernigerode. Wie an vielen Orten im deutschsprachigen Raum fanden auch in Gadenstedt - insbesondere in der ausklingenden Neuzeit zu Beginn des 17. Jahrhunderts - eine Reihe von Hexenprozessen statt. Unbenommen davon bleibt die starke Prägung der Ortshistorie durch die Gutsbesitzerfamilie davon unberührt. Die eigentlich zum hannöverschen Adel und der Ritterschaft des Fürstentums Hildesheim zugehörige Familie ist oftmals verwandtschaftlich verbunden mit dem ostelbischen Landadel. Zeitweilig müssen in Gadenstedt nach amtlichen Publikationen sogar zwei Güter bestanden haben. Nach älteren Quellen zufolge, vermutlich durch Erbteilung oder Verheiratung, bestanden zwischendurch drei kreistagsfähige Rittergüter. Ende des 18. Jahrhunderts entstammt der vielleicht bekannteste Gadenstedter Bürger, der spätere Generalmajor a. D. Wilhelm von Gadenstedt (1788–1862). Er wurde ein Kriegsheld seiner Zeit, studierte vorab Jura. nach dem Ende der militärischen Karriere nahm er seine Aufgaben als Gutsbesitzer zu Hause wahr. Seine Frau Auguste entstammte der Familie der Freiherren von Marenholtz-Schwülper.

### 19. Jahrhundert
Die Grundherren hatten immer einige weitere landesherrliche Ehrenämter inne, so und anderem der Enkel des genannten Generals, Albrecht von Gadenstedt (1850–1889) auf Gadenstedt Ende des 19. Jahrhunderts als herzoglich-braunschweigischer Hofstallmeister. Albrecht war mit einer Frau aus ursprünglich hugenottischen Adel, mit Liesette Digeon von Monteton, verheiratet. Das Ehepaar hatte eine Tochter und zwei Söhne. Der Nachwuchs der Gutsherrschaft geht, wie heute teilweise auch noch üblich, auf besondere Internate, wobei zu diesem Zeitpunkt noch eine strenge preußische und vor allem spartanische Erziehung im Vordergrund steht. Albrecht jun. von Gadenstedt besucht das Alumnat der Ritterakademie Brandenburg auf der Dominsel von Brandenburg an der Havel. Burghard von Gadenstedt (1899–1944) betreute neben Gadenstedt die Güter in Volkersheim, Bockenem, Immensen und Groß Ilsede.

### 20. Jahrhundert
Bis 1961 führt die Familie von Gadenstedt ihre Besitzungen im Ort und geht dieser Tradition weiter in Volkersheim nach.
Am 1. Februar 1971 wurde Gadenstedt gemeinsam mit den bis dahin selbstständigen Gemeinden Adenstedt, Groß Lafferde, Münstedt und Oberg zur Gemeinde Lahstedt zusammengefasst.

### 21. Jahrhundert

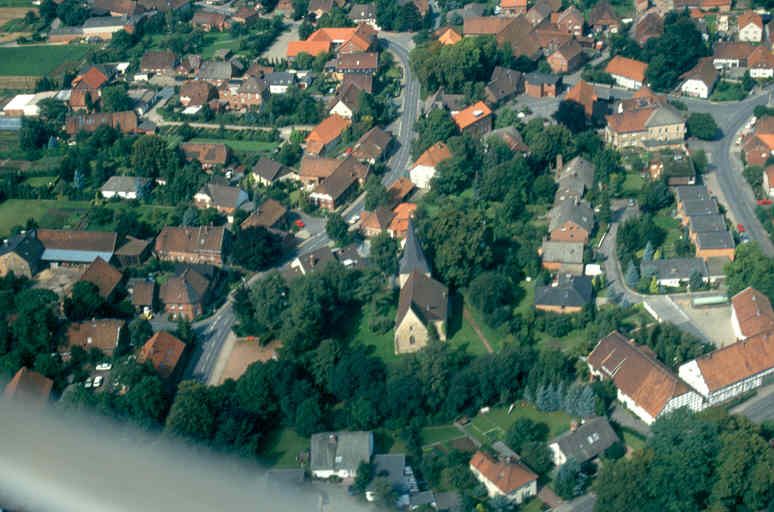
Luftaufnahme von Gadenstedt mit St.-Andreas-Kirche

Am 10. Juli 2014 beschloss Rat den Zusammenschluss der Gemeinden Lahstedt und Ilsede. Die Fusion der Gemeinden wurde zum 1. Januar 2015 umgesetzt.

## Politik

### Ortsrat
Der Ortsrat Gadenstedt setzt sich aus neun Mitgliedern zusammen. Die Ortsratsmitglieder werden durch eine Kommunalwahl für jeweils fünf Jahre gewählt.
Bei der Kommunalwahl 2021 ergab sich folgende Sitzverteilung:
| Ortsrat 2021Insgesamt 9 Sitze - SPD: 3 - FW-PB: 2 - CDU: 4 |

### Ortsbürgermeister
Ortsbürgermeister von Gadenstedt ist seit 2021 Dirk Hornemann (CDU).

### Wappen
| Wappen von Gadenstedt | Blasonierung: „In Gold ein schwarzer Pfahl belegt mit einem sechsspeichigen goldenen Rad.“ |
| Wappen von Gadenstedt | Wappenbegründung: Der Schild mit Pfahl war das Wappen des Ministerialengeschlechts von Gadenstedt, das seit dem 13. Jahrhundert nachweisbar ist und 1399 vom Kloster Fulda das Dorf als Erblehen erhielt. Ihm ist ein Jahresrad mit sechs Speichen aufgelegt, das man als altes Symbol bäuerlicher Volkskunst an den geschnitzten Türholmen mehrerer hiesiger Bauernhäuser findet. Das Wappen wurde von Dr. Rudolf Dehnke gestaltet und am 28. Mai 1952 durch das Niedersächsische Ministerium des Innern genehmigt. |

## Kultur und Sehenswürdigkeiten
- Auf dem Gelände des Rittergutes Gadenstedt errichtete Wilhelm von Gadenstedt 1838 das Herrenhaus als rechtwinklige Fachwerkanlage.[20]
- Die St.-Andreas-Kirche wurde vermutlich Ende des 12. Jahrhunderts erbaut. Der Turm mit den 1,30 m-starken Wänden könnte als Wehr- und Fluchtturm gedient haben.[21]
- Seit 1970 ist der Bolzberg bei Gadenstedt Landschaftsschutzgebiet.

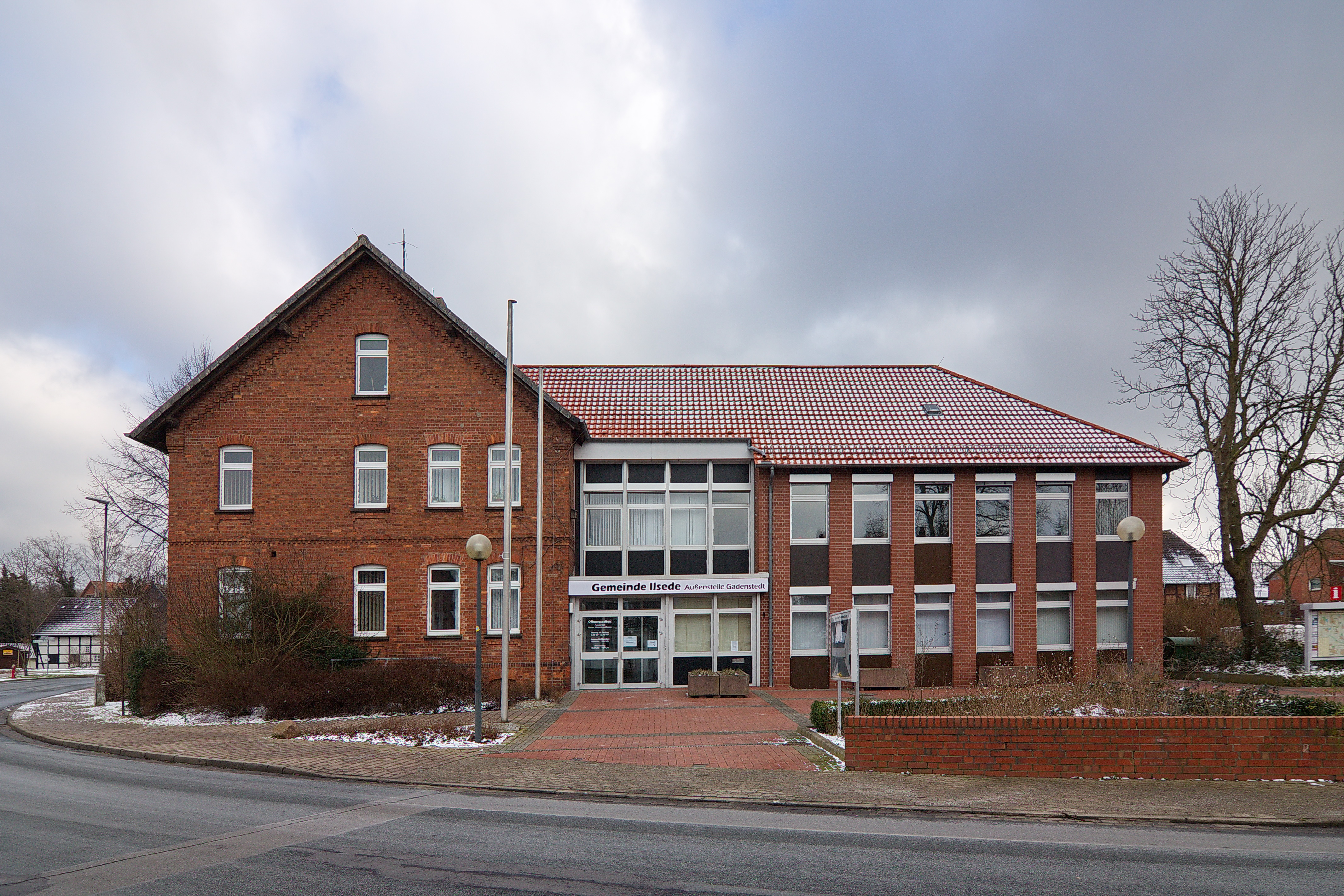
Gemeinde Ilsede Außenstelle Gadenstedt
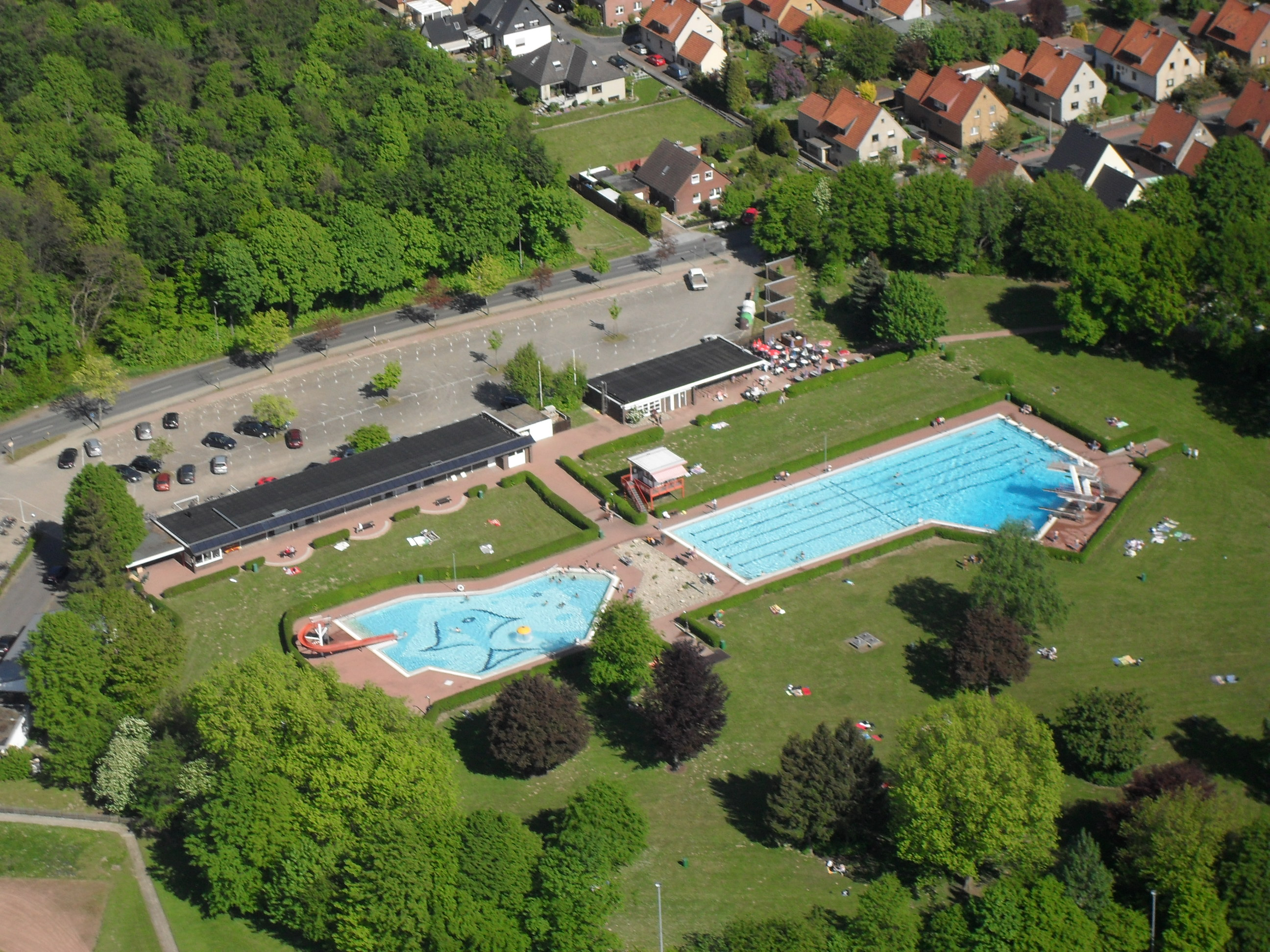
Luftbild des Freibades am Bolzberg
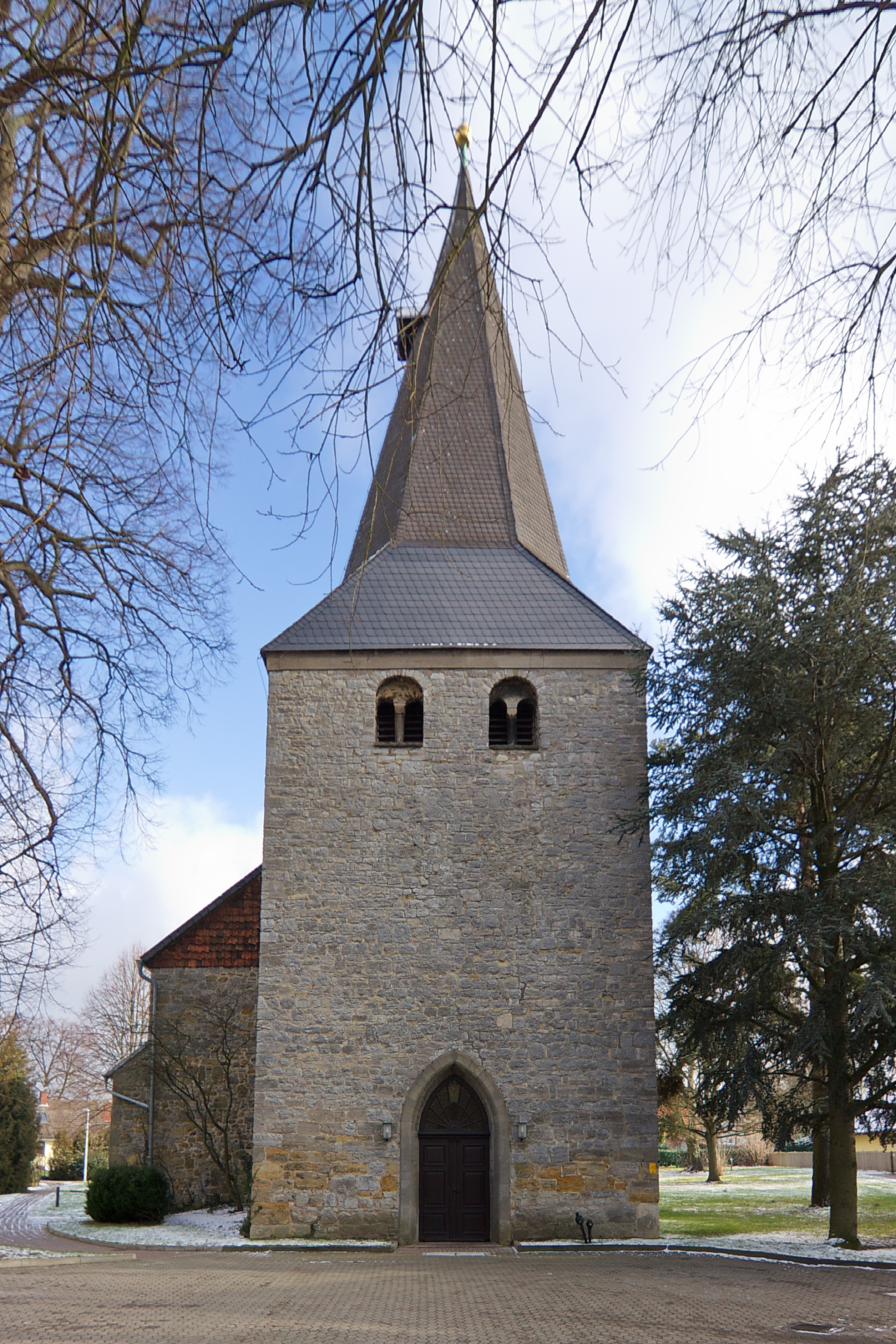
Turm der St. Andreaskirche aus dem 12. Jahrhundert
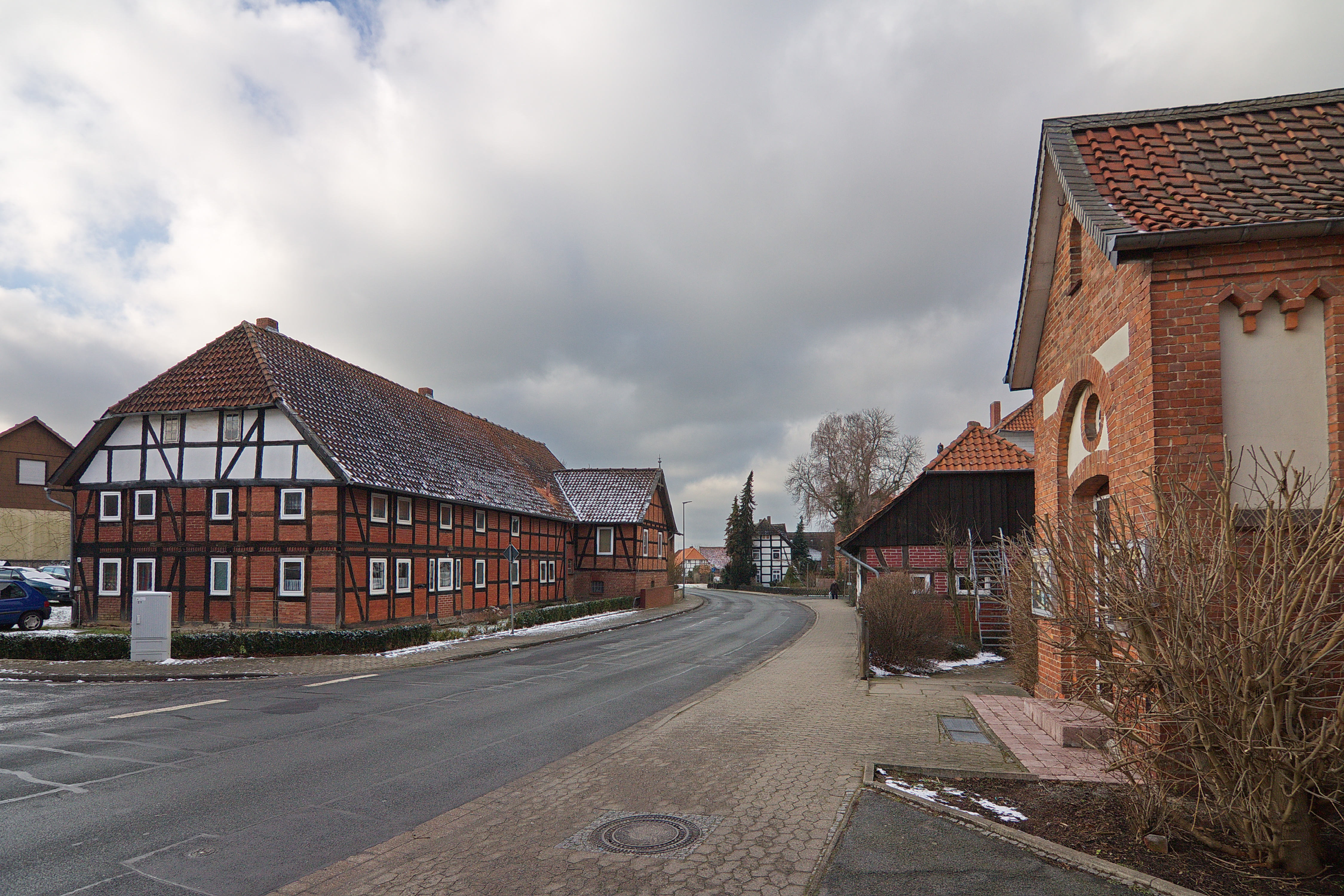
Ortsbild